# 京都見迴組
京都見迴組是江戶時代末期（幕末期）由幕臣所結成，維持京都治安的組織。

## 历史
元治元年（1864年），江戶幕府在京都守護職會津藩主松平容保配合下，任命蒔田廣孝和松平康正為京都見迴役，其下配屬幕臣（旗本御家人）。蒔田、松平各自指揮約200名隊士，以二人的官職稱為相模守組（蒔田）和出雲守組（松平）。詰所位在二條城之側。見迴組和新選組皆專門用於取締反幕府勢力。見迴組主要管轄御所、二條城周邊的官廳街、新選組則管轄祇園、三條等町人町、歡樂街。兩組似無共同戰線。
大政奉還後，更名新遊撃隊。

## 近江屋事件
以相模組組頭佐佐木只三郎為首，渡邊吉太郎、高橋安次郎、桂隼之助、土肥仲藏、世良敏郎、渡邊篤、櫻井大三郎和今井信郎等人被認為與1867年暗殺坂本龍馬及中岡慎太郎的近江屋事件有關。
今井信郎於明治三年(1870年)，供稱自己和土肥、櫻井為把風，佐佐木、桂、渡邊吉太郎與高橋才是殺人犯。由於他所說的其他人都已在1868年死於鳥羽伏見之戰，所以也無從對證。但他在明治三十年（1897年）前後又翻供承認自己是犯人之一，同時也說當年被認為是犯人遺留於現場的刀鞘是渡邊吉太郎所掉落，此話刊登於明治三十三年（1900年）的《近畿評論》雜誌。
在此之前，渡邊篤也在明治十三年（1880年）供稱自己是犯人。但他看了《近畿評論》的報導後，於明治四十四年（1911年）寫下一篇自白書，書中寫道自己和今井才是犯人，刀鞘屬於世良敏郎。

## 關連項目
- 前島密